# فاتح عبد السلام
فاتح عبد السلام هو كاتب وروائي وقاص وصحفي عراقي ولد بمدينة الموصل، وتخرج من قسم اللغة العربية في كلية الآداب بجامعة الموصل، وعُيّن معيدًا بالكلية، ثم حصل على درجة الماجستير في الأدب العربي عن دراسة قدمها بعنوان «الشخصية الريفية في قصص يوسف أدريس»، ثم حصل على درجة الدكتوراه عن رسالة قدمها بعنوان «الحوار في الرواية العراقية». بدأت رحلته مع كتابة القصص في نهاية سبعينيات القرن العشرين، كما عمل بجريدة الزمان الدولية، ثم أصبح رئيسًا لتحرير طبعتها الدولية في لندن، وانتقل بين العديد من البلدان العربية والأوروبية، وله في جريدة الزمان الدولية عمودًا يوميًّا بعنوان «توقيع». صدرت له العديد من المؤلفات في الأدب والسياسة إلى جانب أعماله القصصية والروائية، وتُرجمت بعض مؤلفاته إلى اللغة الإنجليزيّة والإسبانية.

## أعماله ومؤلفاته
ألف فاتح عبد السلام العديد من المؤلفات التي تنوعت ما بين الأعمال الفكرية، والدراسات الأدبية، والروايات الطويلة، والمجموعات القصصية، ومنها:
- آخر الليل أول النهار (مجموعة قصصية): صدرت عام 1982 عن منشورات المركز الثقافي الاجتماعي بالموصل.[1]
- حي لذكريات الطيور (رواية): صدرت عام 1986.
- الشيخ نيوتن وأبناء عمومته (مجموعة قصصية): صدرت عام 1986.
- قطارات تصعد نحو السماء (مجموعة قصصية): صدرت عام عن الدار العربية للعلوم ناشرون ببيروت، وتحوي المجموعة عشرة قصص للاجئين ومهاجرين اضطروا إلى ترك أوطانهم بسبب الحروب والصراعات السياسية، وحملت بعض القصص العناوين التالية: طاغور يشرب من دجلة - عراقي حرر لندن - المحطة الأخيرة - قفزة القرد.[2][3][4]
- عندما يسخن ظهر الحوت (رواية): صدرت عام 1993.[5]
- حليب الثيران (مجموعة قصصية): صدرت عام 1999 عن الموسسة العربية للدراسات والنشر ببيروت.[6]
- الحوار القصصي - تقنياته وعلاقاته السردية: صدر عام 1999 عن المؤسسة العربية للدراسات والنشر ببيروت.[7]
- إكتشاف زقورة: صدر عام 2000 عن المؤسسة العربية للدراسات والنشر ببيروت.[8]
- ترييف السرد - خطاب الشخصية الريفية في الأدب: صدر عام 2001 عن المؤسسة العربية للدراسات والنشر ببيروت.[9]
- الفكر مهنة: صدر عام 2004 عن المؤسسة العربية للدراسات والنشر ببيروت.[10]
- العقل المختل - نقد الذات بين ١١ سبتمبر وحرب العراق: صدر عام 2010.[11]
- عين لندن (مجموعة قصصية): صدرت عام 2011 عن الدار العربية للعلوم ناشرون ببيروت.[12][13]
- الطوفان الثاني (رواية): صدرت عام 2020 عن الدار العربية للعلوم في بيروت.[14][15]

## الجوائز
حظي الكاتب فاتح عبد السلام بتكريم العديد من الجهات في العراق والعالم العربي، كما حصل على العديد من الجوائز الأدبية، ومن أهمها:
- جائزة الدولة للرواية في العراق.

## كتابات النقاد
- في عام 2021 صدر عن دار الآن ناشرون وموزعون الأردنية كتاب بعنوان «ضفائر السرد: أبحاث في منجز فاتح عبد السلام القصصي» أعده الباحث جعفر الشيخ عبوش، ويضم مجموعة من الدراسات النقدية لعدد من النقاد حول الإنتاج الأدبي لفاتح عبد السلام.[16]